# Menyhárt József (politikus)
Menyhárt József (Dunaszerdahely, 1976. szeptember 15. –) szlovákiai magyar politikus, a Magyar Közösség Pártja (MKP) volt elnöke, nyelvész, egyetemi tanár.

## Pályafutása
- Nyékvárkonyban nevelkedett, tanulmányait is itt kezdte. Gimnáziumba Dunaszerdahelyre járt. Középiskolai évei alatt került kapcsolatba a cserkészmozgalommal.
- 1999-ben a pozsonyi Comenius Egyetem magyar–német szakán szerzett tanári oklevelet.[1]
- 1999-től a budapesti Eötvös Loránd Tudományegyetem doktorandusza,
- 1999–2001 között a Galántai Magángimnázium tanára,
- 2001-től a dunaszerdahelyi székhelyű Gramma Nyelvi Iroda szervezőtitkára,
- 2004-től a nyitrai Konstantin Filozófus Egyetem Közép-európai Tanulmányok Karán működő Magyar Nyelv- és Irodalomtudományi Intézet oktatója. Kutatási szakterülete a dialektológia és a szociolingvisztika: tudományos pályafutása során foglalkozott a Szlovákiában működő felekezetek nyelvpolitikájával, a kétnyelvű hivatali nyelvhasználattal és vizsgálta a többnyelvű roma kisebbség nyelvhasználatát is. A dialektológia területén a csallóközi-szigetközi nyelvjárással s annak számítógépes feldolgozásával foglalkozott.
- Aktívan politizálni – alig 26 évesen – a nyékvárkonyi önkormányzatban kezdett. 2010 és 2014 között a község alpolgármestere volt. 2013-tól a Nagyszombati kerület önkormányzatának képviselője. 2015 februárjában az MKP Dunaszerdahelyi járási elnökének, 2016 júniusában országos elnöknek választották.[2] 2018. szeptember 29-én az MKP kongresszusa úgy döntött, őt indítja a 2019. évi szlovákiai köztársaságielnök-választáson.[3] 2019. február 19-én Robert Mistrík javára visszalépett.[4]
- 2020 márciusában lemondott a pártelnökségről, miután a parlamenti választáson pártja nem érte el az 5%-ot és nem jutott be Szlovákia Nemzeti Tanácsába.[5]

## Családi háttere
Nyékvárkonyban él családjával. Felesége Matus Éva, két lányuk van, Jázmin és Johanna.

## Zene
- A zenéhez való vonzalma már alapiskolás korában megmutatkozott: hegedülni, énekelni és gitározni tanult a dunaszerdahelyi zeneiskolában. Lantos Borbély Katalinnal 2000-ben Kicsi Hang néven énekelt verseket. Játszó formációt alapítottak, amely mindeddig nyolc hanghordozót jelentetett meg. 2013-ban az együttes megkapta a legjobb szlovákiai magyar zenekarnak járó Harmónia-díjat.